# Zecchinetta
Zecchinetta é um jogo de cartas e apostas, muito popular na Sicília onde é chamado de Zicchinetta; em outras regiões é conhecido por outros nomes como: Lanzinèt (Milão), Schiné (Piemonte), Zicchinèttu (Calábria).

## Número de jogadores
A zecchinetta pode ser jogada por três pessoas, o banqueiro (ou a banca, ou o banco) e os apostadores.

## Tipo de baralho
Para jogar zecchinetta usa-se o baralho italiano tradicional de quarenta cartas.

## Observação
Deve-se usar fichas de Poker (ou coloridas) para representar os valores das apostas feitas no jogo.

## Desenvolvimento do jogo
O banqueiro (carteador) fixa os limites máximo e mínimo das apostas, em seguida embaralha as cartas, faz o corte no maço e coloca três cartas viradas para cima sobre a mesa, sendo as duas primeiras para os apostadores e a última para si.
Em seguida cada apostador coloca os valores que deseja apostar sobre cada uma das duas cartas de apostador. 
Após as apostas, o banqueiro retira uma quarta carta do maço desvirando-a.
- Se esta carta for igual a uma das cartas dos apostadores, o banqueiro fica com as apostas.
- Caso esta carta for igual à carta do banqueiro, este perde e tem que pagar valor igual ao das apostas feitas para cada carta dos apostadores. O jogador da direita passa então ser o carteador, tornando-se o novo banqueiro.
- Mas, se esta carta for diferente das três cartas iniciais (banqueiro e apostadores), o banqueiro a coloca junto das duas cartas dos apostadores, que poderão colocar apostas sobre esta nova carta.

Em sua vez, cada jogador assumirá a posição de banqueiro (carteador). A cada novo carteador, se decidirá manter o maço inicial de cartas ou se fazer um novo embaralhamento e distribuição de cartas. 
A partida se encerra: 
- quando todas as cartas do maço inicial forem usadas (caso não houver novas redistribuições de cartas);
- por decisão dos jogadores a qualquer momento dependendo da dinâmica da partida.